# Marjorie Bruce
Marjorie Bruce (1296 – Paisley, 2 marzo 1316) è stata una principessa scozzese.

## Biografia
Era l'unica figlia di Roberto I di Scozia, e della prima moglie, Isabella di Mar, figlia di Donald I di Mar. Sua madre Isabella morì appena diciannovenne dando alla luce Marjorie che dovette il suo nome alla nonna paterna, Marjorie, contessa di Carrick.

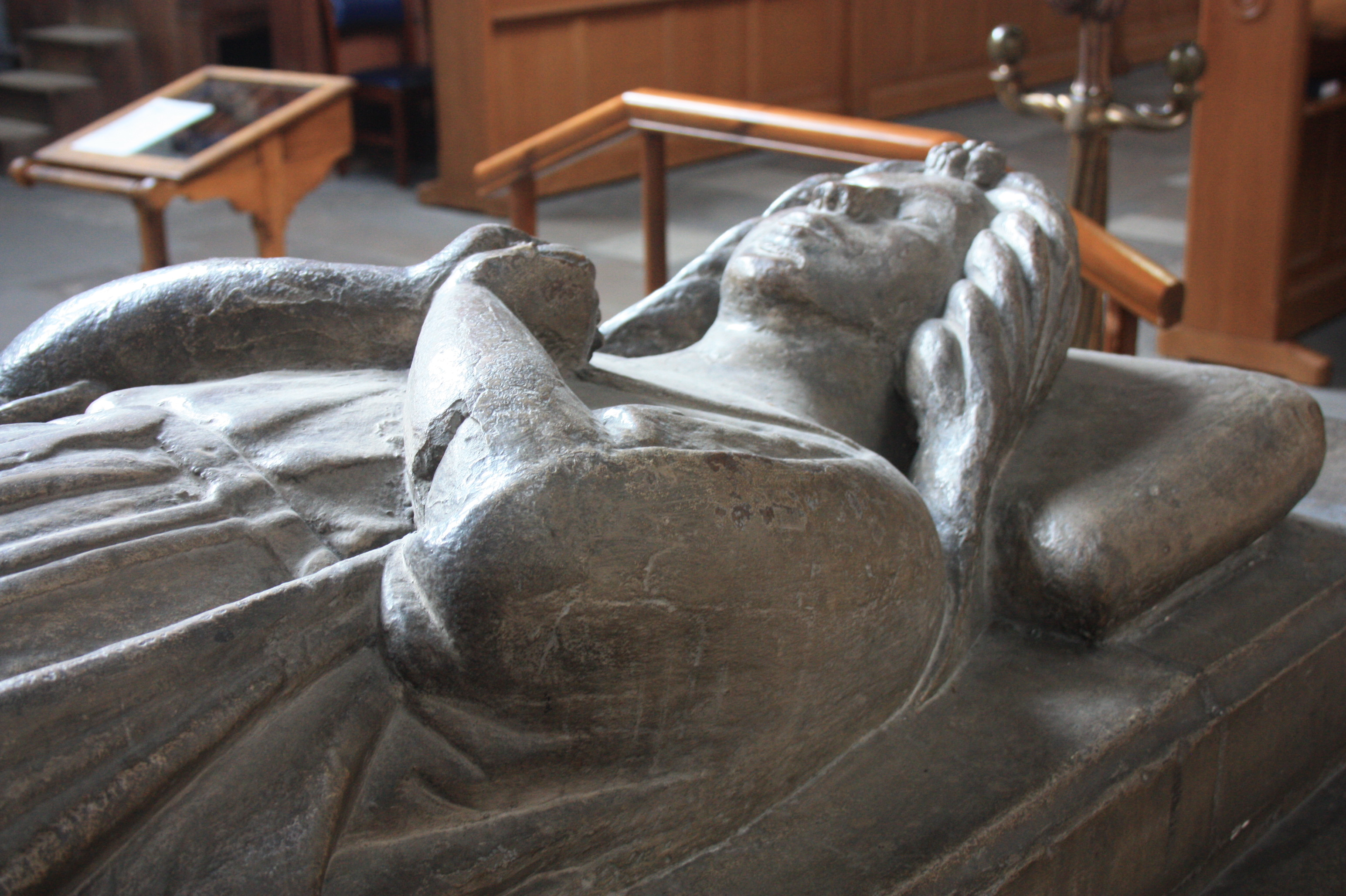
Effigie di Marjorie sulla sua tomba presso l'abbazia di Paisley

Secondo la leggenda i genitori di Marjorie erano molto innamorati e Roberto I non si risposò fino al 1302 (sei anni dopo la morte della sua prima moglie), con Elisabetta de Burgh.
Il 27 marzo 1306 suo padre fu incoronato re di Scozia a Scone, e Marjorie divenne una principessa di Scozia.

## Prigionia
Tre mesi dopo la sua incoronazione Roberto I venne sconfitto dagli inglesi alla battaglia di Methven e per questo spedì la moglie, le sorelle Mary e Christina, la figlia e Isabella MacDuff verso nord, ma tre mesi dopo il gruppo venne catturato a causa del tradimento di Uilleam, II conte di Ross.
Le donne finite in mano inglese vennero separate, Marjorie andò in un convento presso Watton nello Yorkshire, le sue zie Christina e Mary, insieme a Isabella MacDuff, vennero esposte alla gogna ai castelli di Roxburgh e Berwick, mentre la sua matrigna fu messa agli arresti domiciliari nello Yorkshire. Edoardo I d'Inghilterra aveva infatti bisogno del supporto di suo padre Richard de Burgh, II conte di Ulster e per questo ella ebbe un trattamento meno punitivo. Suo zio Christopher Seton, marito di sua zia Christina, venne invece giustiziato. Per gli anni successivi le cinque donne vennero tenute isolate e le sue zie spesso esposte al pubblico ludibrio, quando Edoardo I morì nel 1307 non vi fu nessun cambiamento apprezzabile e fu solo nel 1314 che alla fine a Marjorie venne restituita la libertà.

## Matrimonio
Dopo la liberazione di Elisabetta de Brugh e Marjorie dalla loro lunga prigionia in Inghilterra, Walter Stewart, VI grande intendente di Scozia, fu inviato per riceverle alla frontiera anglo-scozzese e ricondurle alla corte scozzese. Ora era libera e con una dote più che apprezzabile (che includeva la Baronia di Bathgate nel West Lothian), venne quindi data in moglie a Walter Stewart. Il matrimonio avvenne nel giugno 1315.
La tradizione vuole che due anni dopo, il 2 marzo 1316, Marjorie stesse cavalcando a Gallowhill, Paisley, mentre era molto avanti nella sua gravidanza. Il suo cavallo si imbizzarì e la gettò a terra. Andò in travaglio prematuro e nacque suo figlio, Roberto (2 marzo 1316-19 aprile 1390). Marjorie morì poco dopo, all'età di circa venti anni, come sua madre, che aveva all'incirca la stessa età quando morì di parto. Tuttavia, non è chiaro se questa storia sia corretta; alcuni resoconti indicano che potrebbe essere sopravvissuta fino al 1317. In questo caso potrebbe essere morta in un incidente a cavallo, ma avvenuto dopo la nascita di suo figlio.
Alla morte senza figli di Davide II di Scozia, fratellastro di Marjorie, la corona di Scozia spettò a Roberto, che salì al trono con il nome di Roberto II di Scozia.
All'incrocio tra Renfrew Road e Dundonald Road a Paisley, un tumulo segna il punto chiamato "The Knock", vicino al punto in cui Marjorie sarebbe caduta da cavallo. Bruce Road e Marjorie Drive sono chiamati in suo onore. È sepolta nell'abbazia di Paisley.

## Ascendenza
|                                       |                |                         | Genitori                                 |  |  | Nonni |  |  | Bisnonni                             |  |  | Trisnonni                             |  |
|                                       |                |                         |                                          |  |  |       |  |  | Robert Bruce, V Signore di Annandale |  |  | Robert Bruce, IV Signore di Annandale |  |
|                                       |                |                         |                                          |  |  |       |  |  | Robert Bruce, V Signore di Annandale |  |  | Robert Bruce, IV Signore di Annandale |  |
|                                       |                | Isobel di Huntingdon    |                                          |  |  |       |  |  | Robert Bruce, V Signore di Annandale |  |  |                                       |  |
| Robert Bruce, VI signore di Annandale |                |                         |                                          |  |  |       |  |  | Robert Bruce, V Signore di Annandale |  |  |                                       |  |
|                                       |                | Isabella di Clare       | Gilberto di Clare, V conte di Gloucester |  |  |       |  |  |                                      |  |  |                                       |  |
|                                       |                | Isabella di Clare       | Gilberto di Clare, V conte di Gloucester |  |  |       |  |  |                                      |  |  |                                       |  |
|                                       |                | Isabella di Clare       | Isabella di Pembroke                     |  |  |       |  |  |                                      |  |  |                                       |  |
| Roberto I di Scozia                   |                | Isabella di Clare       |                                          |  |  |       |  |  |                                      |  |  |                                       |  |
|                                       |                | Niall, conte di Carrick | Donnchad, conte di Carrick               |  |  |       |  |  |                                      |  |  |                                       |  |
|                                       |                | Niall, conte di Carrick | Donnchad, conte di Carrick               |  |  |       |  |  |                                      |  |  |                                       |  |
|                                       |                | Niall, conte di Carrick | Avelina (forse)                          |  |  |       |  |  |                                      |  |  |                                       |  |
| Marjorie, Contessa di Carrick         |                | Niall, conte di Carrick |                                          |  |  |       |  |  |                                      |  |  |                                       |  |
|                                       |                | Margaret Stewart        | Walter Stewart                           |  |  |       |  |  |                                      |  |  |                                       |  |
|                                       |                | Margaret Stewart        | Walter Stewart                           |  |  |       |  |  |                                      |  |  |                                       |  |
|                                       |                | Margaret Stewart        | Bethoc di Angus                          |  |  |       |  |  |                                      |  |  |                                       |  |
| Marjorie Bruce                        |                | Margaret Stewart        |                                          |  |  |       |  |  |                                      |  |  |                                       |  |
|                                       | Uilleam di Mar | Donnchadh di Mar        |                                          |  |  |       |  |  |                                      |  |  |                                       |  |
|                                       | Uilleam di Mar | Donnchadh di Mar        |                                          |  |  |       |  |  |                                      |  |  |                                       |  |
|                                       | Uilleam di Mar | …                       |                                          |  |  |       |  |  |                                      |  |  |                                       |  |
| Donald I di Mar                       | Uilleam di Mar |                         |                                          |  |  |       |  |  |                                      |  |  |                                       |  |
|                                       |                | Isabel Comyn            | William Comyn                            |  |  |       |  |  |                                      |  |  |                                       |  |
|                                       |                | Isabel Comyn            | William Comyn                            |  |  |       |  |  |                                      |  |  |                                       |  |
|                                       |                | Isabel Comyn            | …                                        |  |  |       |  |  |                                      |  |  |                                       |  |
| Isabella di Mar                       |                | Isabel Comyn            |                                          |  |  |       |  |  |                                      |  |  |                                       |  |
|                                       |                | Llywelyn il Grande      | Iorwerth ap Owain Drwyndwn               |  |  |       |  |  |                                      |  |  |                                       |  |
|                                       |                | Llywelyn il Grande      | Iorwerth ap Owain Drwyndwn               |  |  |       |  |  |                                      |  |  |                                       |  |
|                                       |                | Llywelyn il Grande      | Marared ferch Madog                      |  |  |       |  |  |                                      |  |  |                                       |  |
| Helen ferch Llywelyn                  |                | Llywelyn il Grande      |                                          |  |  |       |  |  |                                      |  |  |                                       |  |
|                                       |                | Giovanna del Galles     | Giovanni d'Inghilterra                   |  |  |       |  |  |                                      |  |  |                                       |  |
|                                       |                | Giovanna del Galles     | Giovanni d'Inghilterra                   |  |  |       |  |  |                                      |  |  |                                       |  |
|                                       |                | Giovanna del Galles     | Clemence                                 |  |  |       |  |  |                                      |  |  |                                       |  |
|                                       |                | Giovanna del Galles     |                                          |  |  |       |  |  |                                      |  |  |                                       |  |

## Cultura
- Nel romanzo Girl in a Cage, di Jane Yolen e Robert J. Harris, vede Marjorie Bruce come protagonista.
- Nel romanzo Spirit of Fire: The Tale of Marjorie Bruce (2016), del giovane autore Emmerson Brand, vede Marjorie Bruce come protagonista.
- Nel film drammatico storico d'azione Outlaw King (2018), Marjorie è un personaggio secondario durante la prima guerra di indipendenza scozzese.

## Commemorazione
Il sito originale del castello di Bathgate, che faceva parte della sua dote, si trova nel parco del Bathgate Golf Club. Il sito è protetto dall'organizzazione Historic Scotland e al Club è vietato eseguire qualsiasi lavoro di scavo sul sito senza previa autorizzazione. Ogni anno, il primo sabato di giugno, la città di Bathgate celebra il matrimonio di Marjorie e Walter nel loro concorso storico annuale, appena prima della processione della città e del festival di Newland. I bambini delle scuole locali recitano le parti di Marjorie, Walter e altri membri della corte. Dopo lo spettacolo, tutti si uniscono alla processione insieme a Robert Bruce a cavallo.